# بخش سولان
بخش سولان (به انگلیسی: Solan district) یک منطقهٔ مسکونی در هند است که در هیماچال پرادش واقع شده‌است. بخش سولان ۱٬۹۳۶ کیلومتر مربع مساحت و ۵۸۰٬۳۲۰ نفر جمعیت دارد.